# Themístocles Cavalcanti
Themístocles Brandão Cavalcanti (Rio de Janeiro, 14 de outubro de 1899 — 19 de março de 1980) foi um político, jurista e magistrado brasileiro. Entre outros cargos, foi procurador-geral da República e ministro do Supremo Tribunal Federal.

## Biografia
Formado em direito pela Universidade do Rio de Janeiro em 1922, atual Universidade Federal do Rio de Janeiro (UFRJ), exerceu cargos públicos nas décadas de 1930 e 1940. Elegeu-se deputado da Assembléia Constituinte do antigo Estado da Guanabara em 1960.
Foi consultor geral da república no governo de Getúlio Vargas, de 24 de maio a 29 de outubro de 1945.
Foi diretor da Revista de Direito Público e Ciência Jurídica e da Revista de Ciência Política, editadas pela Fundação Getúlio Vargas.
Em 1967 foi nomeado ministro do Supremo Tribunal Federal pelo então presidente Costa e Silva, assumindo a vaga deixada pela aposentadoria de Hahnemann Guimarães. Exerceu o cargo por dois anos, aposentando-se em 14 de outubro de 1969, quando completou 70 anos de idade. Na sua passagem pelo tribunal, foi relator do habeas-corpus 45.232, no qual declarou inconstitucional o artigo que proibia profissionais liberais de exercerem suas profissões caso sofressem acusações de violar a Lei de Segurança Nacional.

## Obras
- À Margem do Anteprojeto Constitucional (1933)
- Do Mandado de Segurança (1934)
- Instituições de Direito Administrativo Brasileiro (1936)
- O Funcionário Público e o seu Estatuto (1940)
- Tratado de Direito Administrativo (6 volumes — 1942-1944)
- Princípios Gerais de Direito Administrativo (1945)
- O Funcionário Público e o seu Regime Jurídico (1959)
- O Direito Administrativo no Brasil (1947)
- A Constituição Federal Comentada (1948)
- Quatro Estudos: A Ciência Política — O Sistema Constitucional — O Poder Político — O Sistema Federal (1954)
- Curso de Direito Administrativo (1955-1967)
- Introdução à Ciência Política (1956)
- Las Constituciones de los Estados Unidos del Brasil (Madrid — 1958)
- Teoria do Estado (1959)
- Do Controle da Constitucionalidade (1965)
- Princípios Gerais de Direito Público (1967)
- Pareceres da Procuradoria-Geral da República (1953)
- Pareceres da Consultoria-Geral da República (1956)